# Forte da Folga

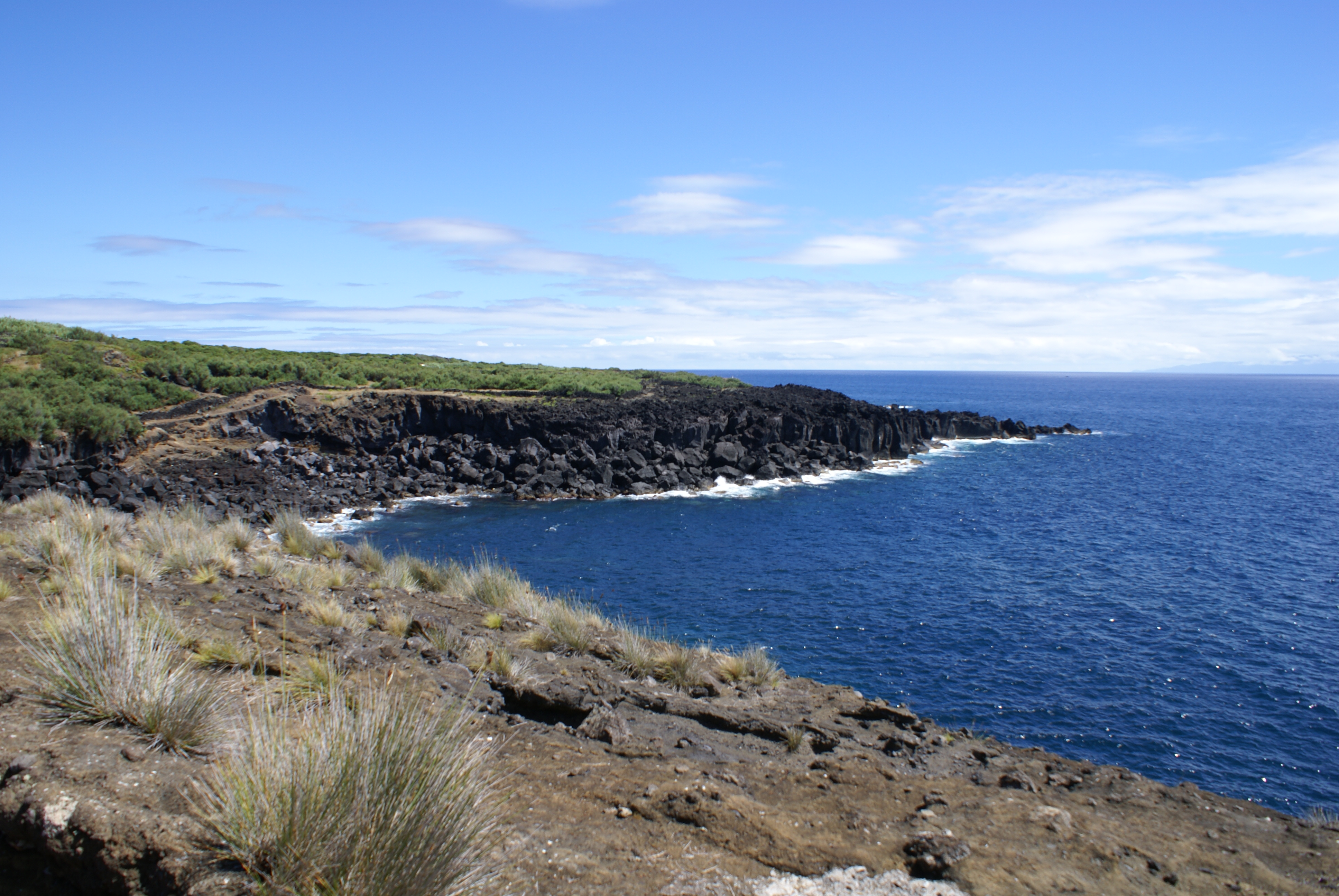
Baía da Folga, Santa Cruz da Graciosa.

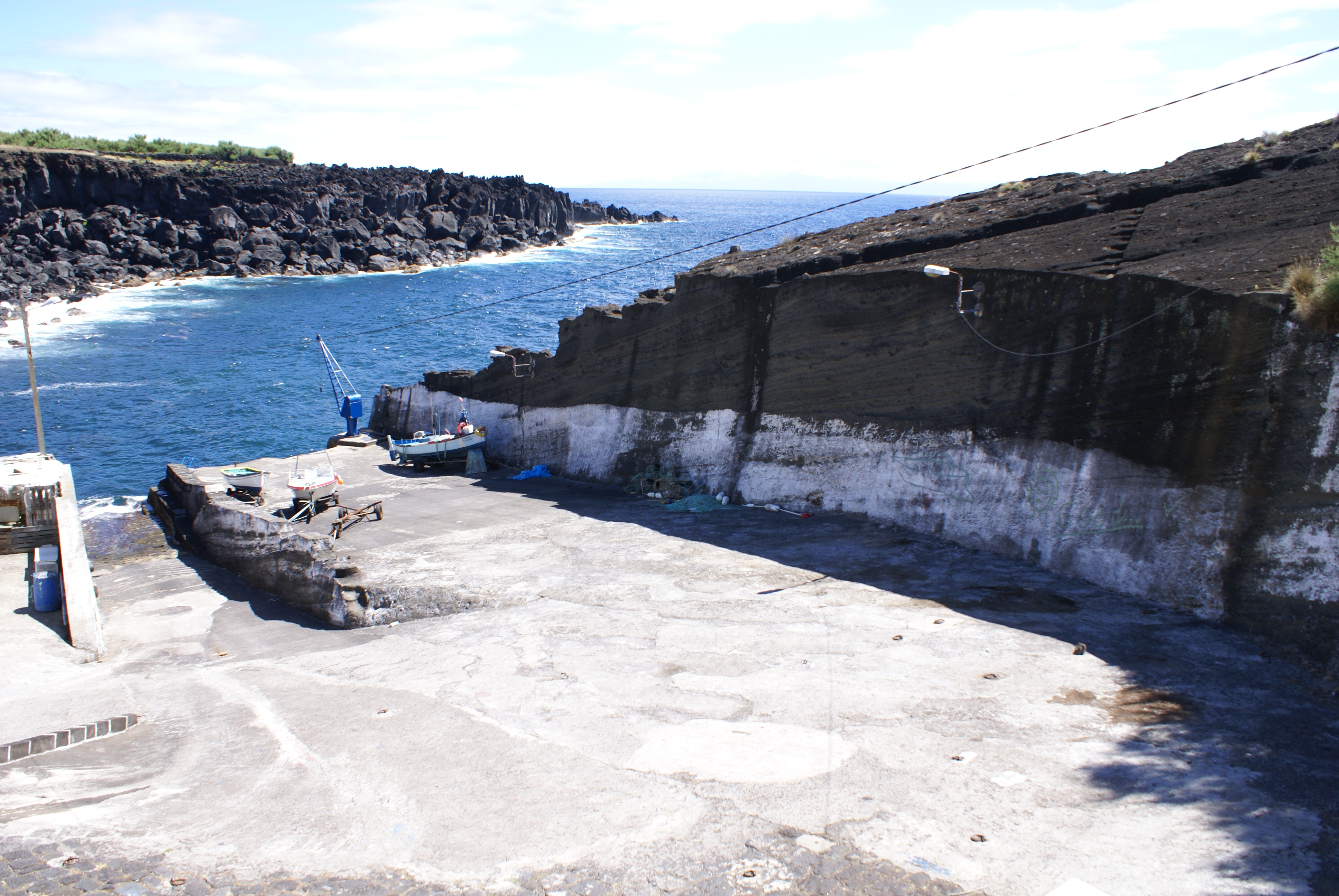
Porto da Folga, Luz.

O Forte da Folga localizava-se no porto da Folga, na freguesia da Luz, concelho de Santa Cruz da Graciosa, na ilha Graciosa, nos Açores.
Em posição dominante sobre a baía da Folga, constituiu-se em uma fortificação destinada à defesa deste ancoradouro contra os ataques de piratas e corsários, outrora frequentes nesta região do oceano Atlântico.

## História
No contexto da Guerra da Sucessão Espanhola (1702-1714) encontra-se referido como "O Reduto da Folga." na relação "Fortificações nos Açores existentes em 1710".
Encontra-se referido genericamente na descrição da freguesia da Luz em 1738: "(...) Tem porto de folga para barquos pequenos (...); o porto da Praya he de areal (...) com o seu portam e muros que andam po[r] sima delles com seus escalonis de comprimento de quoazi toda a villa; tem seus fortes com artelharia."
A "Relação" do marechal de campo Barão de Bastos em 1862, assinala que "Tem uma caza abatida." e indica que se encontra entre os fortes na ilha "Incapazes desde muitos annos."
Encontra-se relacionado no "Catálogo provisório" em 1884, que refere: "Ponto de desembarque, e aonde o vâpor da carreira faz o serviço quando não pode fazer na bahia da Villa da Praia, e a 8 Kilometros d'esta. Muralha e casa em ruinas e sem valor."
A estrutura não chegou até aos nossos dias.